# SoCal Uncensored
SoCal Uncensored (SCU) fue un stable de lucha libre profesional estadounidense formado por Christopher Daniels, Frankie Kazarian y Scorpio Sky. Ambos estuvieron  para All Elite Wrestling (AEW), donde Kazarian y Sky fueron los inaugurales Campeones Mundiales en Parejas de AEW.
Daniels y Kazarian formaron un equipo durante su tiempo en Total Nonstop Action Wrestling (TNA), donde ganaron el Campeonato Mundial en Parejas de TNA dos veces, haciéndose llamar The World Tag Team Champions of the World. Después de un feudo con A.J. Styles, fueron renombrados como Bad Influence y permanecieron con la promoción hasta 2014. Después de dejar TNA, ambos firmaron con Ring of Honor (ROH), donde trabajaron como The Addiction, ganando el Campeonato Mundial en Parejas de ROH dos veces. Más tarde, Scorpio Sky se unió al equipo, formando un stable conocido como SoCal Uncensored, y fueron Campeones Mundiales de Tríos de ROH.
El trío dejó ROH en 2019 y firmó con AEW, donde Kazarian y Sky se convirtieron en los inaugurales Campeones Mundiales en Parejas de AEW.

## Historia

### Bad Influence/The Addiction (2011–2017)

#### Total Nonstop Action Wrestling (2012–2014)

##### 2012
Daniels formó el equipo en el episodio del 5 de enero de 2012 de Impact Wrestling tras lograr convencer a Kazarian para volverse en contra de A.J. Styles, efectivamente poniendo el clavo en el ataúd del ya desaparecido stable de los tres, Fortune. En el episodio del 9 de febrero de Impact Wrestling, Daniels derrotó a Styles en una lucha con la ayuda de Kazarian, quien mostraba signos de que Daniels estaba ocultando algo y le había obligado a traicionar a Styles contra su voluntad. El 18 de marzo en Victory Road, Daniels y Kazarian fueron derrotados en una lucha en parejas por Styles y Mr. Anderson. La rivalidad continuó el 15 de abril en Lockdown, en donde los dos dúos estaban en equipos opuestos en el anual Lethal Lockdown Match. El equipo de Styles y Anderson, dirigido por Garett Bischoff, terminó derrotando al equipo de Daniels y Kazarian, liderado por Eric Bischoff.
Durante la ausencia de Styles de Impact Wrestling, Daniels y Kazarian fijaron sus miras en el Campeonato Mundial en Parejas de la TNA, atacando a los campeones Magnus y Samoa Joe en el episodio del 26 de abril. En el episodio 10 de mayo de Impact Wrestling, Kazarian reveló que originalmente se alió con Daniels para impedirle revelar el secreto de Styles, pero cambió de opinión después de descubrir lo que era el secreto. Daniels reveló el secreto, una serie de fotografías que insinuaban una relación entre Styles y la presidenta de TNA Dixie Carter. Tres días más tarde en Sacrifice, Daniels y Kazarian derrotaron a Samoa Joe y Magnus para ganar el Campeonato Mundial en Parejas de la TNA por primera vez. Más adelante en el evento, Daniels y Kazarian le costaron a A.J. Styles su lucha con Kurt Angle, quien luego atacó a los dos, salvando a Styles de una paliza. El 31 de mayo, Daniels participó en el evento principal de Impact Wrestling, perdiendo ante A.J. Styles. Después de la lucha, Daniels y Kazarian atacaron tanto a Styles como a Angle, quien trató de salvarlo, antes de lanzar un audio de una conversación telefónica para probar un affair entre Carter y Styles. La cinta fue abruptamente interrumpida por Carter terminando el show. El 10 de junio en Slammiversary X, Daniels y Kazarian perdieron el Campeonato Mundial en Parejas de la TNA ante Styles y Angle.
En el siguiente episodio de Impact Wrestling, Daniels entró en el Bound for Glory Series 2012, tomando parte en el Gauntlet Match de apertura, del cual eliminó tanto a Styles como a Angle, antes de que él mismo sea eliminado por James Storm. En el episodio 21 de junio de Impact Wrestling, Styles y Carter demostraron que Daniels y Kazarian habían estado mintiendo acerca de su relación presentando a una mujer embarazada llamada Claire Lynch, a quien habían estado ayudando a superar sus adicciones. La semana siguiente, Kazarian insinuó tensión hacia Daniels, alegando que él había sido engañado. Sin embargo, en el evento principal de la noche, Kazarian reveló que estaba todavía del lado de Daniels, cuando derrotaron a Styles y Angle, después de que Kazarian golpeó a Styles con una silla, para recuperar el Campeonato Mundial en Parejas de la TNA. Tras la victoria, Daniels admitió que Styles y Carter habían dicho la verdad sobre Claire, pero afirmaron que no habían mencionado la parte en la que Styles era el padre de su bebé nonato. El 8 de julio en Destination X Daniels fue derrotado por Styles en un Last Man Standing Match. En el episodio del 8 de agosto de Impact Wrestling, Daniels y Kazarian, presentándose a sí mismos como "The World Tag Team Champions of the World", hicieron su primera defensa televisada del Campeonato Mundial en Parejas de la TNA, derrotando a Devon y Garett Bischoff. La participación de Daniels en el Bound for Glory Series 2012 terminó en el siguiente episodio de Impact Wrestling con una derrota ante A.J. Styles, dejándolo fuera de un lugar en las semifinales. Como resultado de la victoria, Styles también ganó una prueba de paternidad, que reveló que Claire no estaba embarazada. La storyline terminó con Claire, a través de su abogada, revelando que todo era un complot de Daniels y Kazarian para chantajear a Styles con su falso embarazo. El 6 de septiembre, como parte del primer "Championship Thursday", Daniels y Kazarian defendieron con éxito el Campeonato Mundial en Parejas de la TNA contra Chavo Guerrero y Hernández. Tres días más tarde en No Surrender, Daniels y Kazarian hicieron otra defensa exitosa del título contra los campeones anteriores, A.J. Styles y Kurt Angle. El 14 de octubre en Bound for Glory, Daniels y Kazarian perdieron el Campeonato Mundial en Parejas de la TNA ante Chavo Guerrero y Hernandez en un Three-Way Match, que también incluyó a A.J. Styles y Kurt Angle. Daniels y Kazarian recibieron su revancha el 11 de noviembre en Turning Point, pero nuevamente fueron derrotados por Guerrero y Hernandez. El 9 de diciembre en Final Resolution, Daniels derrotó a A.J. Styles en lo que fue anunciado como su "lucha final", después de aplicarle a Styles su propio movimiento final, el «Styles Clash».

##### 2013

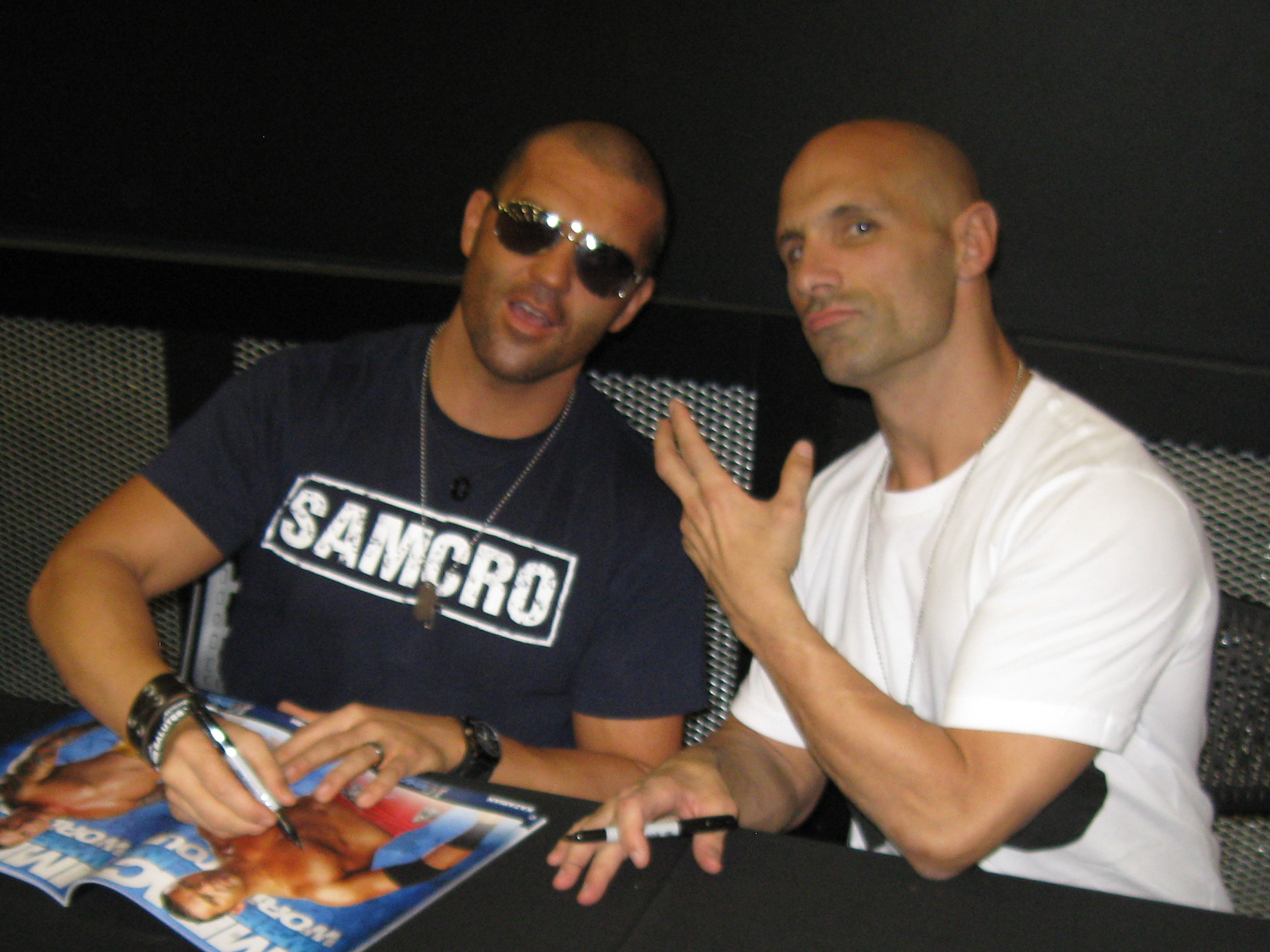
Kazarian y Daniels firmando autógrafos.

Daniels y Kazarian entonces llamaron a su equipo Bad Influence y comenzaron un feudo con James Storm después de que derrotó a Kazarian en Final Resolution, y otra vez en el episodio del 3 de enero de 2013 de Impact Wrestling. El 13 de enero en Genesis, Daniels derrotó a Storm en una lucha para decidir al contendiente número uno por el Campeonato Mundial Peso Pesado de la TNA. Daniels recibió su oportunidad por el título en el episodio del 24 de enero de Impact Wrestling, pero fue derrotado por el campeón Jeff Hardy. El 10 de marzo en Lockdown, Bad Influence desafió sin éxito a Austin Aries y Bobby Roode por el Campeonato Mundial en Parejas de la TNA en un Three-Way Match, también con Chavo Guerrero y Hernandez. En abril, Daniels y Kazarian comenzaron a insinuar una reunión de Fortune para combatir a los Aces & Eights, sin embargo, este plan fue frustrado por A.J. Styles y Bobby Roode rechazando las ofertas para unirse a ellos. Bad Influence enfrentó a Austin Aries y Bobby Roode en una lucha por una oportunidad por los títulos en parejas en el episodio del 9 de mayo de Impact Wrestling, sin embargo, la lucha terminó sin resultado después de que el árbitro especial invitado James Storm atacó a Daniels y Aries y luego abandonó la lucha. El 2 de junio en Slammiversary XI, Bad Influence no logró capturar el Campeonato Mundial en Parejas de la TNA de Chavo Guerrero y Hernandez en un Fatal Four-Way Elimination Match, que también incluyó a Austin Aries y Bobby Roode y fue ganado por Gunner y James Storm. En el episodio del 13 de junio de Impact Wrestling, Daniels y Kazarian derrotaron a Gunner y Storm en un combate no titular para clasificar para el Bound for Glory Series 2013. Mientras que Daniels comenzó la serie con siete puntos con una victoria por pinfall sobre Hernandez, Kazarian perdería todas sus primeras luchas. En el episodio del 11 de julio de Impact Wrestling, Kazarian y Bobby Roode derrotaron a Daniels y Austin Aries en una lucha en parejas, con Kazarian cubriendo a su compañero de Bad Influence para la victoria, para clasificar para el Gauntlet Match más tarde en la noche. Sin embargo, durante la lucha, Kazarian fue el primer hombre eliminado por A.J. Styles.
En el episodio del 8 de agosto de Impact Wrestling, Daniels y Kazarian se enfrentaron en una lucha del Bound for Glory Series, pero a pesar de insinuar tensión antes de la noche, consiguieron intencionalmente recibir ambos la cuenta fuera para recibir dos puntos en el torneo. Luego, Daniels y Kazarian se aliaron con Bobby Roode para formar una nueva fuerza, destinada a que uno de los tres ganase el Bound for Glory Series. Con la ayuda del otro, tanto Kazarian como Roode consiguieron 20 puntos cada uno en la serie BFG el 15 de agosto en el Impact Wrestling: Hardcore Justice, con Kazarian ganando una lucha de escaleras y Roode una lucha de mesas. La semana siguiente, el trío se nombró a ellos mismos The Extraordinary Gentlemen's Organization (EGO) y Roode y Kazarian llegaron a derrotar a los Campeones Mundiales en Parejas de la TNA Gunner y James Storm en un combate no titular. EGO también trataría de reclutar al excompañero de equipo de Roode Austin Aries pero Aries respondió su oferta atacando a Daniels y costándole su lucha de la serie BFG. En Impact Wrestling: No Surrender, Roode fue derrotado por Magnus, y más tarde EGO interfirió y atacó tanto a Magnus como a A.J. Styles en la final. En la siguiente edición de Impact Wrestling, EGO derrotó a The Main Event Mafia. Después de esa lucha, Roode se separó silenciosamente de Kazarian y Daniels, ya que Kazarian y Daniels estaban en una storyline diferente con Eric Young y Abyss, mientras Bobby Roode se encontraba en el torneo por el vacante Campeonato Mundial Peso Pesado de la TNA.
En Impact Wrestling: Turning Point, Kazarian y Daniels insultaron al hermano de Abyss, Joseph Park. En Bound for Glory, Bad Influence fueron derrotados por Eric Young y Joseph Park en un Gauntlet Match. Después de ser eliminados, ambos atacaron a Park y lo hicieron sangrar. Esa misma noche, Abyss apareció y atacó a Bad Influence. En las semanas siguientes, Bad Influence se burlaron de Park, tratando de revelar su verdadera identidad. En la edición del 12 de diciembre de 2013 de Impact Wrestling, Bad Influence fueron derrotados por Park y Eric Young cuando Young hizo sangrar a Park. En la edición del 26 de diciembre de 2013 de Impact Wrestling, Bad Influence fueron derrotados nuevamente por Park en un Monster's Ball Match.

##### 2014
El 2 de marzo de 2014, Bad Influence formó parte de un grupo de luchadores de la TNA que tomaron parte del evento de WRESTLE-1 Kaisen: Outbreak en Tokio, Japón, derrotando a Junior Stars (Kōji Kanemoto & Minoru Tanaka). El 9 de marzo de 2014 en Lockdown, Bad Influence junto con Chris Sabin fueron derrotados por The Great Muta, Sanada y Yasufumi Nakanoue de WRESTLE-1 en un Interpromotional Tag Team Steel Cage Match. El 12 de abril de 2014, en One Night Only: X-Travaganza 2 Bad Influence fueron derrotados por The Wolves (Eddie Edwards & Davey Richards) en el EC3 Invitational Ladder Match donde los ganadores recibieron $25.000. Este fue la última aparición de Daniels en la TNA, ya que anunció su salida de la TNA el 23 de abril. Kazarian también dejó la TNA el 10 de mayo.

### Circuito independiente (2013–2019)
Mientras Bad Influence estaba en la TNA, ellos aparecieron en otras promociones. El 29 de abril de 2013, Bad Influence fueron derrotados por The Young Bucks en Quintessential Pro Wrestling. Dos días después, lucharon en Puerto Rico para la Liga Mundial de Lucha Libre, Bad Influence y Bobby Roode fueron derrotados por Adam Pearce, James Storm y Samoa Joe. El 24 de enero de 2014, Bad Influence apareció en el evento Battle Royal de Big Time Wrestling, donde derrotaron a The Ballard Brothers (Shane Ballard & Shannon Ballard). El 5 de abril de 2014, Kazarian y Daniels regresaron al circuito independiente en Mercury Rising de Dragon Gate USA derrotando a The Bravado Brothers (Harlem Bravado & Lance Bravado). El mismo día derrotaron a OI4K en CZW WrestleCon. El 6 de junio de 2014, Bad Influence hizo su debut en la promoción House of Hardcore de Tommy Dreamer en HOH 4, derrotando a Outlaw Inc. (Eddie Kingston & Homicide). El 7 de junio de 2014, Bad Influence regresó a House of Hardcore en HOH 5, derrotando a Petey Williams y Tony Nese. El 14 de junio de 2014 en HOH 6, Bad Influence fue derrotado por The Young Bucks.

### SoCal Uncensored (2017–2021)

#### Ring of Honor (2014–2018)
El 18 de mayo de 2014, se anunció que Christopher Daniels y Frankie Kazarian estarían listos para debutar en Ring of Honor. El 22 de junio de 2014, en Best in the World Daniels y Kazarian desafiaron sin éxito a reDRagon por los Campeonatos Mundiales en Parejas de ROH. El 18 de julio, Daniels y Kazarian regresaron a ROH derrotando a Adam Cole y Jay Lethal. El 19 de julio, Daniels y Kazarian derrotaron a War Machine (Hanson y Raymond Rowe), The Briscoe Brothers y The Decade (Roderick Strong & Jimmy Jacobs) en un Four-Way Tag Team Match para ser los contendientes número uno a los Campeonatos Mundiales en Parejas de ROH.

#### All Elite Wrestling (2019-2021)
El 3 de enero de 2019, se anunció que SoCal Uncensored participaría en un mitin para All Elite Wrestling, confirmando su participación en la empresa. El 13 de julio, SoCal Uncensored hicieron su aparición en Fight for the Fallen cayendo derrotados por The Lucha Bros (Rey Fénix & Pentagón Jr.) en una lucha no titular.
Durante las apariciones en los episodios de Dynamite, SoCal Uncensored participaron en el torneo para coronar a los primeros Campeones Mundiales en Parejas de AEW derrotando a los Best Friends (Chuck Taylor & Trent Barreta) en los cuartos de finales y The Dark Order (Evil Uno & Stu Grayson) en las semifinales.
Durante los siguientes meses, Daniels y Kazarian comenzaron a enfocarse en el Campeonato Mundial en Parejas de AEW, y Kazarian dio el ultimátum de que se dividirían como equipo si volvían a perder un combate. Mientras tanto, Sky persiguió el Campeonato TNT de AEW, ganando el combate de escalera Face of the Revolution en Revolution para desafiar a Darby Allin por el título, pero no tuvo éxito en ganarlo en Dynamite, y después del combate, Sky se volvió heel al hacer que Allin se sometiera aguantar y negarse a dejarlo ir. El 29 de marzo de 2021 en el podcast Wrestling with the Week, en el que los coanfitriones de Sky, Daniels y Kazarian hicieron una aparición especial, Sky confirmó que todavía eran un grupo. Sin embargo, fue en esta época que Sky comenzó hacer una alianza con Ethan Page, lo que puso en duda su condición de miembro de SCU. El 12 de mayo en Dynamite, SCU perdió una lucha del Campeonato Mundial en Parejas de AEW ante The Young Bucks, poniendo fin al equipo.

## En lucha
- Movimientos finales en equipo
  - Bad Elimination (Combinación de Lariat (Daniels) / Chop block (Kazarian))
- Movimientos finales en equipo
  - Double hip toss hacia una combinación de pop-up neckbreaker (Kazarian) / Sitout powerbomb (Daniels)
  - Slingshot elbow (Daniels) seguido por un slingshot leg drop (Kazarian)
- Apodos
  - '"The (self-proclaimed) New Face of Impact Wrestling"[55] – Daniels
  - "The Fallen Angel" – Daniels
  - "The Physical Fascination" – Kazarian
  - "Two Planets' Worth of Great"
  - "The World Tag Team Champions of the World" – Mientras poseían el Campeonato Mundial en Parejas de la TNA.
  - "The Best in the Biz-Zi-Ness"
  - "The Beast Coast Boogiemen"

## Campeonatos y logros
- Pro Wrestling Illustrated
  - PWI situó a Daniels en el #45 de los 500 mejores luchadores en el PWI 500 en 2013[56]
  - PWI situó a Kazarian en el #56 de los 500 mejores luchadores en el PWI 500 en 2013[56]

- All Elite Wrestling
  - AEW World Tag Team Championship (1 vez e inaugurales) – Kazarian & Sky

- DDT Pro-Wrestling
  - Ironman Heavymetalweight Championship (1 vez)

- Total Nonstop Action Wrestling
  - TNA World Tag Team Championship (2 veces)[9][14]

- Ring of Honor
  - ROH World Championship (1 vez) – Daniels
  - ROH World Tag Team Championship (2 veces)
  - ROH World Six-Man Tag Team Championship (1 vez) – con Scorpio Sky

- Wrestling Observer Newsletter
  - Equipo del Año (2012)[57]